# Matter Out of Place
Matter Out of Place ist ein Dokumentarfilm, der den Umgang mit Müll in verschiedenen Teilen der Welt zeigt. Er wurde vom österreichischen Regisseur Nikolaus Geyrhalter gedreht. Der Film lief beim Locarno Film Festival 2022 im Wettbewerb um den Goldenen Leoparden, Kinostart in Österreich war der 21. April 2023.

## Inhalt
Der Beginn des Films zeigt einen Baggeraushub in den von 1925 bis 1976 genutzten Mülldeponien Unterhof, Spitelfeld, und Oberer Einschlag in der Nähe von Solothurn in der Schweiz. Der zum Vorschein kommende Müll, wie Bauschutt oder Autoreifen, ist in den vergangenen Jahrzehnten kaum abgebaut worden und zeigt sich bestens konserviert. Danach wird zu einer Aufräumaktion in einem albanischen Küstengebiet übergegangen, wo Freiwillige angespülten Plastikmüll einsammeln. Der nächste Schauplatz ist Nepal, wo eine Müllabfuhr per Rikscha gezeigt wird, der Abtransport per LKW über schlammige Bergstraßen, und die Endlagerung in einer Deponie. Zurück in der Schweiz wird die Müllabfuhr auf der Bettmeralp begleitet. Das Müllauto wird dabei an der Gondel eines Lifts befestigt und ins Tal befördert. Weiter geht es auf den Malediven, wo die Säuberung einer Urlaubsanlage und der Mülltransport per Schiff gezeigt wird. In Griechenland wird die mühsame Bergung von im Meer versenktem Müll durch Taucher per Unterwasseraufnahme gezeigt. Das letzte Segment zeigt das Burning Man Festival, wo nach Ende der Veranstaltung versucht wird, die Wüste wieder in einen natürlichen Zustand zurückzuversetzen. Dort erfährt man auch den Ursprung des Filmtitels, man bezeichnet dort alles, was nach dem Festival übrigbleibt und nicht ursprünglich von dort stammt, als "matter out of place".